# KDE Games
KDE Games — набор компьютерных игр разных жанров, который разрабатывается в рамках среды рабочего стола KDE.
Во всех играх набора есть функция сохранения набранного количества очков в таблице лучших результатов (рекордов).

## Игры KDE Games 4
Список игр для KDE 4 на официальном сайте.

### Аркадные
- KBounce — порт игры JezzBall[англ.].

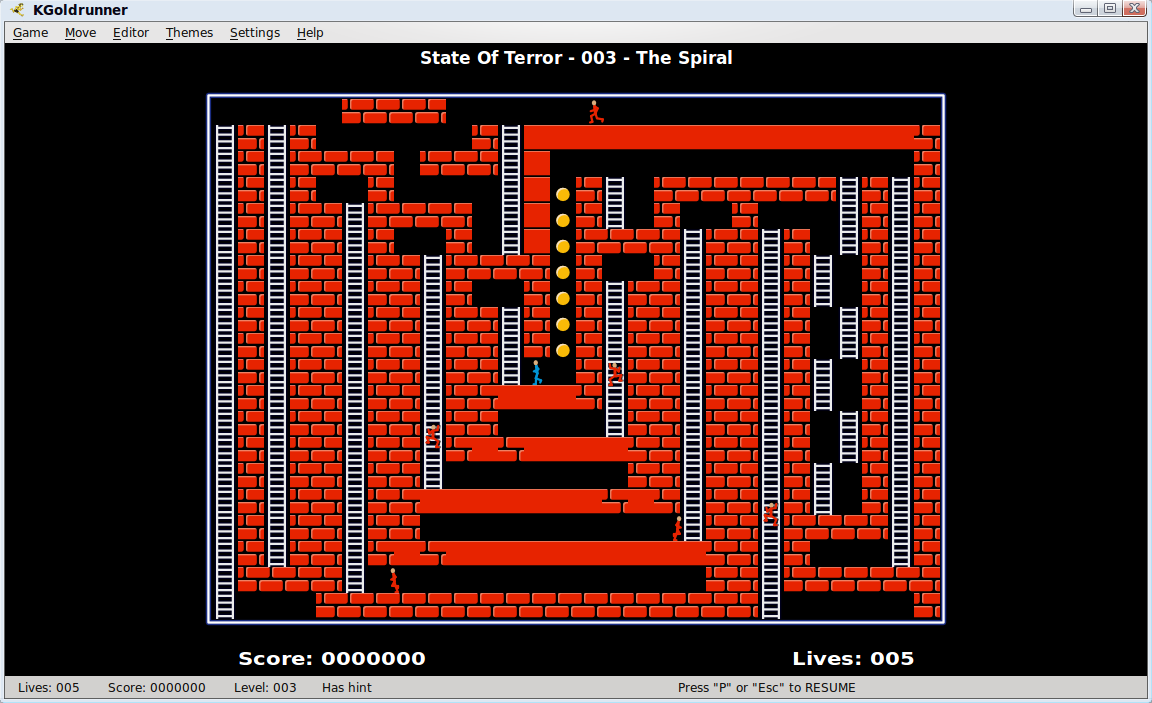
KGoldrunner

- KBreakout — клон Breakout (Arkanoid).
- KDiamond — Bejeweled (Шарики).
- KGoldrunner — Lode Runner.
- KLines — Color Lines.
- Kolf — симулятор минигольфа.
- Kollision
- KSame
- KSpaceduel — Spacewar!

### Настольные
- Bovo — Гомоку
- KBattleship — Морской бой
- KMahjongg — пасьянс «Маджонг»
- KShisen (в KDE 3 — Shisen-Sho) — разновидность пасьянса «Маджонг»
- KReversi — Реверси
- KFourInLine — Четыре в ряд

### Карточные
- KPat (в KDE 3 — KPatience) — набор пасьянсов: «Косынка», «Паук», «Свободная ячейка», и других.
- LsKat (в KDE 3 — Lieutnant Skat) — разновидность игры «Скат»

### Игральные кости
- Kiriki — Покер на костях

### Логические
- KAtomic — клон игры Atomix.
- KBlackbox.
- KMines — Сапёр.
- KNetWalk — NetWalk.
- KSquares.
- KSudoku — Судоку.

### Стратегии
- Konquest
- KsirK
- KJumpingcube

### Детские
- KTuberling

## Исключённые игры в составе KDE Games 3
Список игр для KDE 3 на официальном сайте.

### Аркадные
- KAsteroids — порт игры Asteroids
- KFouleggs — аналог Puyo Puyo
- KSirtet — Тетрис
- KSmiletris — разновидность Тетриса
- KSnakerace — Snake («Змейка», «Питон»)

#### KTron
Цель игры — прожить дольше, чем противник. Чтобы добиться этого, не надо врезаться в стены, в себя самого и в противника. Игра представляет собой ремейк успешной когда-то игры Tron в версии для DOS, Spectrum, Commodore и возможно других платформ.

##### Процесс игры
Игрок действует синей змейкой, управляя ей клавиатурой. Противостоит ему красная змейка, управляемая искусственным интеллектом компьютера. Вместе они заполняют небольшое чёрное поле, которое можно мысленно разделить на небольшие клетки, с каждой секундой двигаясь с одинаковой скоростью в направлении вниз, вверх, вправо или влево. При этом занятое однажды змейками пространство не освобождается, при передвижении они увеличиваются в длину. Две точки старта находятся в небольшом смещении от центра поля направо и налево. Суть игры состоит в том, чтобы продержаться в этом пространстве как можно дольше, не столкнувшись ни с границей поля, ни со змейкой врага или ранее проложенной частью себя. По умолчанию размер поля невелик, но растягивание окна игры позволяет его расширять и сужать, не масштабируя при этом размер клеток.
В окне настроек игры можно включить опции:
- Показать победителя другим цветом (включена по умолчанию)
- Отключить ускорение
- Авария при повороте на 180 градусов

Можно задать имена игроков (по умолчанию «Игрок 1» и «Игрок 2»), заставить компьютер играть против себя, или вовсе запретить ему играть (правда в этом случае игра не может быть начатой). Можно поменять цвета змеек (любой цвет RGB), фона (RGB либо своё изображение) и поменять игроков местами (но не точку старта), выставить уровень сложности (Начинающий, Средний, Мастер). Также в окне опций доступен регулятор скорости игры (всего их 9, начиная от «Медленно» и заканчивая «Быстро», по умолчанию регулятор установлен ровно посередине на пятой скорости). В случае неудачного эксперимента все изменения можно отменить, нажав на кнопку «По умолчанию».

##### Похожие игры
Armagetron — ремейк игры Tron в трёхмерном пространстве с возможностью многопользовательской игры.

### Настольные
- KBackgammon — Нарды
- Kenolaba — клон игры Абалон
- kWin4 — «Четыре выигрывают»

### Карточные
- KPoker — Видеопокер

### Стратегии
- KSokoban — Sokoban («Сокобан»)